# Amores difíciles
Amores Difíciles es el cuarto álbum de estudio del cantante colombiano Andrés Cabas y fue lanzado oficialmente en Latinoamérica y España en marzo de 2008. El álbum e inmediatamente debutó en la posición número uno en ventas en Colombia. Las canciones oficiales del álbum fueron He pecado y Bonita que llegaron a la posición número uno en las 40 principales de Colombia, México y España. Fue producido por Carlos Jean.

## Canciones
1. No Dejo De Pensar En Ti
2. Bonita
3. Como Nuestro Amor No Hay Dos
4. He Pecado
5. Hoy Que Te Vas
6. La Maleta Sin Fondo
7. Amores Difíciles
8. Donde
9. La Niña Alicia
10. Apaga La Luz
11. Futuros Recuerdos

## Sencillos más exitosos
1. Bonita
2. He Pecado

Estas dos canciones rompieron record en ventas y visitas en YouTube. 

## Nominaciones
El álbum estaba nominado como Mejor Álbum Pop,
Mejor Canción Pop: Bonita
Artista del año
- Datos: Q5673173